# Viannos
Viannos (in greco Βιάννου?) è un comune della Grecia situato nell'isola di Creta (unità periferica di Candia) con 5 983 abitanti secondo i dati del censimento 2001.

## Geografia fisica
Il territorio del comune di Viannos si estende sul versante meridionale del Monte Dikti, e va dal piccolo altopiano di Lassithi fino alla costa del Mar libico.
Una caratteristica del posto sono le profonde gole scavate da torrenti e ricoperte di abbondante vegetazione. Tra tutte la più interessante è la gola di Arvi, incassata tra pareti alte 454 metri.

## Storia
Secondo la mitologia Vianno è il nome di uno dei Curiti, soldati che nell'antica Creta sbattevano le loro armi sui loro scudi in modo da coprire il grido di Zeus. Secondo un'altra versione il nome deriva da una parola greca "Via" che significa violenza, con riferimento alla intensità della lotta che due Curiti, figli di Poseidone ingaggiarono contro Ares.
Parecchi ritrovamenti archeologici provano che Viannos era una città importante nell'antichità, con un proprio conio ed un proprio sistema di alleanze. Durante l'occupazione nazista i villaggi furono bruciati e parecchi abitanti furono passati per le armi.

## Economia
L'economia del comune è essenzialmente rurale e si basa sulla produzione dell'olio d'oliva e sulla pastorizia. Lungo la costa sono state introdotte le serre che alimentano un mercato delle primizie. Sul litorale allineano anche piantagioni di banani
Le coste del comune vantano un certo numero di turisti ma la mancanza di infrastrutture (soprattutto strade) pregiudica l'espansione di questo settore.

## Centri abitati

### Ano Viannos
Ano Viannos è la sede del municipio. Il villaggio è situato ad un'altitudine di 560 metri sopra il livello del mare. Dista 65 km da Iraklio e 40 km da Ierapetra.

### I villaggi costieri
Arvi, Plsari Forada, Keratokambos e Kastri sono villaggi che vivono di turismo. Un'attrazione della costa è la grotta di Vigla con stalagmiti e stalattiti, lunga duecento metri

### I villaggi dell'entroterra
I villaggi dell'interno hanno conservato lo stile tradizionale cretese nella loro architettura. Alcune delle loro parrocchiali conservano ancora affreschi di epoca bizantina Alcuni di questi villaggi sono:  Loutraki, Kato Viannos, Hondros, Vahos, Amiras, Agios Vassilios, Kefalovrissi, Pefkos, Kalami, Sykologos, Ano Symi e Kato Symi